# VHD
VHD（Video High Density Disc、ブイエイチディ）は、1980年代に日本ビクター（現・JVCケンウッド）が開発したレコード盤形状のビデオディスク規格である。

## 製品概要
日本ビクターがレコード製造事業の延長として、1974年からビデオディスク開発の研究所を発足させ、1978年9月に発表。日本ビクターの母体であったRCAが商用化したCEDビデオディスクと同じく、レコードの針に相当するダイヤモンド製のプローブ電極センサーをレコード盤へ直接に接触させてディスク表面の信号を読み出す。信号記録面がアナログレコード同様露出している構造上、傷やホコリ対策のためのキャディー（ジャケット）にディスクが封入されており、ディスクそのものは分解をしない限り直接触れたり見ることはできないが、黒光りした光沢を持ちレーザーディスクと良く似た虹色を呈する。表面は50nm程度の潤滑層で覆われており、センサーの面積あたり接触圧力もアナログレコードと比べて1桁少ないことから、ディスクやセンサーの寿命を長くすることが可能とされた。外見上CEDと類似するが、レコード盤に構造上の溝が無く、表面の静電容量の変化で情報を記録する「溝無し静電容量方式」であることがCEDとの大きな違いである。
映像の水平解像度は240本程度とVHSやベータと同程度だが、相反する解像度とS/N比のバランスが良く、高画質で片面1時間・両面で計2時間の収録が可能。記録方式はCAV、色信号低域変換方式採用、ディスクの回転数は900rpm、ディスクの直径は26cm。音声はアナログFMオーディオが基本で、後にデジタルオーディオ規格もオプションで追加された。
再生するときは、ディスクをキャディーごとプレイヤー本体に差し込むと、中のディスクだけが本体に取り込まれ、キャディーは排出される。取り出し時には、キャディーを差し込むとディスクがキャディー内に戻される。キャディーの裏面にはサイド確認窓があり、白線が見えればB面、見えなければA面である。片面ディスクでB面を上にして入れると回転せずに即座に取り出しモードになる。ディスクはキャディーに収納されているため、レーザーディスクやDVDなどで生ずる傷、指紋、ホコリに煩わされることもなく取り扱いは簡便だった。
ディスクとセンサーが接触し信号を拾っている関係上摩耗は生じるが、1時間以上にわたる静止画再生などの通常考えられない方法を取らない限り、一般家庭での視聴環境ではほぼ無視できるレベルであるとされた。日本ビクターは、業務用に使われているカラオケでも1,000回の再生、2年は大丈夫なので実用上の問題はないとした。ただしカラオケでは同じディスクをかなりの回数再生する都合上、カラオケボックスやスナックバーなどの業務用途では稀に摩耗による障害が生じた。さらにVHDpc INTER ACTIONとしてパソコンのデータディスクとして使用した場合は、無視できない問題となった。
同じ接触式の針を用いたビデオディスクとして、1981年にアメリカで商用化されたRCAのCEDのほか、ドイツのテルデック／デッカ／テレフンケンが開発したTeD（Television Electronic Disc）、松下電器産業（現・パナソニック〈二代目法人〉）が開発したVISC（未発売）もある。これらはレコード同様に溝があり、VHDとの互換性は全くない。
VHDディスクの生産はレコード盤からの応用で1回のプレスで両面が出来上がり、レーザーディスクのような両面貼り合わせが不要で製造コストが安いとされていた。VHDはアナログレコードの生産設備を利用できる点からも普及が有力視されたが、神奈川県大和市の林間工場（JVCケンウッド・クリエイティブメディアとして分社化のち閉鎖）の専用レーンで生産され、市販ソフトの製造・販売は日本ビクター映像事業部が担っていた。
なお、レーザーディスク（LD）同様、ソフトのレンタルは全面禁止だった。

## ビデオディスクの規格争い
当時はVTRがある程度普及し、次は絵の出るレコードとしてビデオディスクが待望されており、VHDはレーザーディスク (LD) との規格争いが行われた。
VHDのファミリー作りは当初は難航した。1978年9月のVHDの発表時、日本ビクターの当時の親会社の松下電器産業（現・パナソニック）は1977年11月に発表していた自社方式のビデオディスクVISCの開発を進めていたが、1980年1月になって松下電器はVISC方式を放棄することとVHD方式を採用することを発表。松下グループ（現・パナソニックグループ）でのビデオディスクの統一が行われた。次いで同年9月には東京芝浦電気（現・東芝）をVHD陣営に引き込む。これをきっかけに、三洋電機、シャープ、三菱電機、赤井電機、オーディオテクニカ、山水電気、ゼネラル（現・富士通ゼネラル）、トリオ（現・JVCケンウッド）、日本楽器製造（現・ヤマハ）、日本電気ホームエレクトロニクス（現・日本電気）の日本の11社、日本国外のメーカーはアメリカのゼネラル・エレクトリック (GE)、イギリスのソーンEMIが参入した。
当初はパイオニア（ホームAV事業部。現・プレミアムオーディオカンパニーテクノロジーセンター）1社のみのLD陣営に対し、VHD陣営は13社と陣容は圧倒的で、「日の丸規格」とも言われ、マスコミはVHD陣営の圧勝を予想した。ただし、VHD陣営は数こそ多かったものの、名乗りを上げてはみたがOEM供給で発売しただけで、自社での開発や生産の計画がないメーカーも多かったとも言われる。後にVHD規格の賛同会社には、アイワ（初代法人。現・ソニーマーケティング）、クラリオン（現・フォルシアクラリオン・エレクトロニクス）も加わった。
通産省（現・経済産業省）はVHS方式とベータ方式のビデオ戦争時と同じく、ビデオディスクについても規格統一を働きかけたが、LD方式を推進したパイオニアは、LD方式が優れており、技術発展のために安易な規格統一はせず、市場で決着をつけるべきだとしてこれを拒み、1社のみでLDの発売に踏み切った。
当初はどちらの陣営にも参加しなかった主なメーカーとしては、ベータ方式のビデオテープレコーダーを擁して日本ビクターとライバル関係にあり、1981年から業務用LDソフトを生産していたソニー、アメリカでRCA社にCED方式のビデオディスクプレイヤーをOEM供給してアーケードゲームのLDゲームで業務用でLDに参入していた日立製作所、当時日立グループでデンオン（DENON。現・デノン）ブランドを擁していた日本コロムビア（オーディオ事業部。現・ディーアンドエムホールディングス）、光学式ビデオディスクシステムを開発したフィリップス傘下だった日本マランツ（現・ディーアンドエムホールディングス）、オーディオ機器メーカーティアックなどがあり、いずれもその後LD陣営に参入した。
VHD方式はプレーヤー生産の目処はたったものの、ディスク生産の技術開発は予想以上に難航し、技術的問題の解決に3年を要した。そのため、発売は当初予定の1981年4月から大幅にずれ込み、1982年4月には無期限の延期が発表され、実際の発売開始は1983年4月となった。そして同年5月までに日本ビクターを含むVHDファミリー5社から自社ブランドで製品が発売された。
市販化まで年月を要したことでLDの躍進を許した格好となり、日本国外でゼネラル・エレクトリック、ソーンEMI、日本ビクター、松下電器産業の4社が行っていたVHDソフトウェア、VHDハードウェア供給合弁企業は本格始動前に空中分解し、GEとソーンEMIは合弁を解消してVHDから撤退。VHDの海外戦略は破綻する結果となった。
1984年にCD/LDコンパチブル再生機がパイオニアやソニーなど複数社から順次発売されたことでLDソフトのセル市場が確立。1985年にはVHD陣営だった日本楽器製造がLD陣営に鞍替えし、LD陣営は7社に増加するなどLDを採用するメーカーは拡大していった。
1987年に日本ビクターは立体映像とQX方式に対応したフラッグシップ機の「HD-V1」を発売したが、それまでVHDファミリーの一角として「ディスクロード」のシリーズ名で販売していた松下電器産業がVHDプレーヤーの販売を終了し、LD陣営に鞍替えした。これにより新規ユーザーはLDを嗜好するようになり、パイオニア1社で始まったLD陣営は1989年時点で19社となった。その結果、LDのビデオディスク市場でのシェアは、1987年には75%、1988年には87%、1989年には95%を獲得しVHDは敗れ去った。世帯普及率が5%程度のビデオディスクは嗜好商品であり、価格の優位よりも性能が消費者に重視されたためと言われる。
VHDの敗退は採用メーカー数で圧倒しても市場を制覇することはできない例として引用されることがある。これは、技術的に優位だったベータマックスがVHSに敗退した例などと比較して語られることもある。IEC（国際電気標準会議）で規格がはかられていたのは、光学式ではなくVHD方式だった。
日本ビクターはLDプレイヤーを発売しなかったが、VHDがビデオディスク市場で縮小してからは、自社ソフト部門もVHDからLDへとシフトが進み、日本ビクター製作の邦画・洋画（主に傘下のラルゴエンタテインメント作品）・アニメ・カラオケなど積極的にLD化していた。また、関連会社のRVC（RCAビクター。現・ソニー・ミュージックレーベルズ）が1985年に、メイジャーズ（ビクターエンタテインメントの子会社）とパック・イン・ビデオが1990年（平成2年）にLDソフトを発売開始した。日本ビクター及びビクターエンタテインメントでLDソフト発売を手がける以前は、ポリドールK.K.（現・ユニバーサルミュージックLLC）や創美企画（映像ソフト部門は現在のハピネット）など他社レーベルより一部の作品を発売していた。
また、日本ビクターがVHDで発売していたシティーハンターシリーズなどは、最大のライバルであるパイオニアの子会社パイオニアLDC（現・NBCユニバーサル・エンターテイメントジャパン）よりLDを発売していた。機器面でも日本ビクターが製造発売していたMUSEデコーダーにはHi-Vision LD専用端子を備えていた。
DVD以前は他の規格も含めてVHSの牙城を崩すほどの商品が登場しなかった。

## 特徴

### フルランダムアクセス
片面1時間収録のLDではフレームサーチは不可能なのに対し、VHD方式は全てのディスクでタイムサーチ、フレームサーチ、チャプターサーチが出来る。これは、片面1時間収録のLDがCLVなのに対し、VHD方式はCAVで、かつアナログレコードのような溝が存在しない溝無し静電容量方式を採用しているため、高速ランダムアクセスが可能となっているためである。このことから、比較的初期のVHDプレイヤーであってもレーザーディスク以上の操作性の良さを楽しむことが可能である。溝がないVHDはセンサーが横方向への移動が自在で、希望のトラックを早く探せ、アクセスに要する時間はレーザーディスクの半分以下と有利で、スタート地点からラストまででも5秒以内で再生ができた。

### 特殊再生
LDがデジタルメモリを利用するまで片面1時間の長時間ディスクでは静止画やトリックプレイが出来なかったのに対して、VHD方式はそれらの静止画やコマ送りなど特殊再生が可能なことも優位な点だった。ただしVHDでは1トラックに2フレームを収録していた関係から、動きの激しい画面では静止画がブレる場合もあった。これを解消するには、1トラックに同じフレームを2つ収録して倍速で再生させるエキストラ編集というものがあったが、全編にエキストラ編集を施すと収録時間は30分になった。

### 3-D立体映像対応
1980年代後半に発売されたVHDプレイヤーには3-D立体映像再生機能を有しているものも存在する。1986年から日本ビクター、シャープ、松下電器産業の3社から対応プレイヤーの発売が開始され、高級モデルは標準対応、普及モデルは外付けアダプターで対応した。
原理としては左右の映像が交互に収録されたディスクを再生して、液晶シャッター式スコープを本体に接続し、眼鏡を掛ける要領で視聴すれば、立体映像を楽しむことが可能だった。3D-VHDのディスクは通常のプレイヤーでも通常の映像として再生できる互換性を保った仕様で、そのために収録時間は半分の片面30分となっていた。1986年から1987年にかけて既存の立体映画やアニメやビデオマガジンなどオリジナル作品の対応ソフトが、日本ビクターから22タイトルが発表された。この液晶シャッター・メガネ方式による3Dは、VHD以外にも同時期に、ファミリーコンピュータやセガ・マークIII、アーケードゲームのゲーム分野でも採用されていてちょっとしたブームだったが、激しいチラつきが目立つこともあり、VHD方式の躍進には殆ど繋がらず、1988年には消滅した。
2008年より、デジタル3-D映画や立体テレビ放送技術の躍進により、3D再生対応のBlu-ray Discソフトが市販化されている。こちらの3D表示は対応する3次元ディスプレイの機能に依存している点とメガネは無線（赤外線通信）接続である点が、VHDのそれと大きく異なる。

### 放送三方式対応
真のリージョンフリーメディアを目指していたことから、3つの異なるテレビ方式（NTSC・PAL・SECAM）の再生が可能となっている。ただしNTSC方式のテレビでPAL/SECAMのソフトを再生すると19%縦長になり、PAL/SECAMのテレビでNTSCのソフトを再生すると16%縮むことになる。
この考え方はビクターが発売していたDVD機器にも反映され、PAL方式のDVDビデオをNTSC方式に変換して再生する機能を有している。

## 上位規格
VHDは水平解像度240本以上で、350本以上のLDに後れをとっていた。
1980年代後期には水平解像度400本以上の高画質を実現したQX (Quality eXcellent) VHD方式と、音質を根本から見直しCDと同一の高音質を実現するVHD DigitalAudio方式（16 Bit, 44.1 kHz, リニアPCM）を日本ビクターが開発した。両方式に対応したVHDプレイヤーHD-V1を市場へ投入するも、一般家庭向けQX VHDソフト、VHD DigitalAudioソフトは日本ビクターを含め、どこのメーカーからも供給されなかった。
また、規格にある色信号を低域変換する原理（ホームビデオと同様）から、色再現性はLDを超える事が出来なかった。
来るハイビジョン時代を想定し、MUSE方式によるHi-Vision VHDの開発も日本ビクターと松下電器産業の手で行われていたが、市場に出ることはなかった。

## AHD
アナログレコードに代わるデジタルオーディオディスク規格として日本ビクターが考案したのがAHDである。VHDは1978年9月に発表されたが、発表時から単なるビデオディスクではなく、このAHD方式との共用が考えられており、VHD/AHDシステムとして発表されたものである。
日本ビクターは、DAD懇談会にVHDシステムを応用したAHD (Advanced High Density Disc) を提案した。DAD懇談会では、提案された3方式の中からソニーとフィリップスのCDがオーディオ専用としてとAHDがビデオディスクとの共用型として採択された。国内ではVHDpcマーク付きプレイヤーに外付けするAHDプロセッサAD-7000として、1985年に198,000円で発売された。
AHDの記憶容量は両面で2.54GB。デジタルオーディオのスペックは、量子化数が16bit、サンプリング周波数が44.1kHz、チャンネル数は最大4チャンネル。チャンネル数を2チャンネルにした場合は、456×572ドット、1600万色の高精細デジタル静止画像を両面で片面に1,500枚、両面で3,000枚を収録できた。静止画1枚の表示には2.4秒を要する。静止画を使用する際にはリニアPCM音声を使わず、静止画の説明用に文字データを1枚あたり87キロバイトで合計260MB分、静止画1枚あたり19.2秒の圧縮音声を16時間で合計950MBを割り当てることもでき、図鑑などの利用が想定された。AHDソフトは20タイトル程度日本ビクターから発表されたものの、松下電器産業が光学方式のCDを支持したことでAHDファミリー作りができなかったため、昭和の時代と共にほぼ消滅した。

## VHDpc INTER ACTION
VHDpcマーク付きプレイヤー、VHDインターフェイスユニット及びMSX、シャープX1などパーソナルコンピュータとの組み合わせで、VHDpc INTER ACTIONを楽しむことが可能だった。
VHD言語というグラフィックとサウンドをサポートしたBASICの文法に近い言語仕様を策定。グラフィック座標やRGB値は実数値を使用、機種毎に可能な表示を行うなど異機種間共通の言語として考えられていた。対応のインタプリタを用意すれば異なった機種のパソコンでも同一のVHDディスクを使用してゲーム等のソフトが楽しめるという発想だった。VHD言語のプログラムはディスクには中間言語の形で、音声チャンネルBのトラックにデジタル記録され、ディスク片面で約1.3Mバイトの容量があった。転送速度は2880bps。
最初に発売されたのはオートバイレースゲーム「VROOM」、ギャンブルゲーム「The Players Club」、教育ソフト「アリスの化学実験室」。
「サンダーストーム」、「ロードブラスター」、「タイムギャル」など、当時ゲームセンターで流行したLDゲームも移植されたが、これらのアクションゲームは実行速度の遅いインタプリタであるVHD言語非対応で、VHDの他にカセットテープで発売された各機種個別のソフトウェアを必要とした。
将来的にVHD言語コンパイラがパソコンに用意されれば、ソースを書いて中間言語に変換し、VHDのディスクに記録せずにパソコン上でユーザー開発したVHD言語によるプログラムが実行できるとされていた。しかしVHD言語がユーザーに提供されることはなく、VHD言語によるソフト開発は事実上不可能で、MSXは拡張BASIC、X1も機械語のコントロールプログラムを読み込んで、VHDpcマーク付きのプレイヤーをコントロールした。
センサとディスクが接触しているのがVHDの特色であるが、普通にビデオソフトを再生する分にはまず問題無いとされた。しかしVHDpc INTER ACTIONにおいては無視できない問題となり、何度もゲームをプレイするうちに摩耗による障害が出るケースが見られた。

## カラオケVHDと、EXTRA SOUNDカラオケVHD
レーザーディスクとの競争で敗れてのちは、VHDはカラオケ用での生き残りをはかることとなった。そして1990年頃には「EXTRA SOUND方式」という、従来のモノラルカラオケ＋モノラル歌の2チャンネルの音声のほかにステレオのカラオケを収録したVHDソフトと再生するプレイヤーが発売されたが、一般には認知されることはなかった。
VHDカラオケソフトはビクターエンタテインメントより販売・生産が長期間に亘り継続され、2003年6月の新譜を最後にVHDの歴史に幕を下ろすこととなった。

## VHDプレイヤーの愛称
- 日本ビクター「ディスクワールド」(DiscWorld)
- 松下電器産業「ディスクロード」(DiscLord)
- 東芝「マイドリーム」(MyDream)
- シャープ「マイディスク」(MyDisc)

## 参考書籍
- 神尾三郎『ビデオディスクが開く世界 円盤上の技術革命』中央公論社〈中公新書〉、1985年。
- 平田渥美『パソコンでVHDを楽しむ本』工学社、1985年。
- 山川正光『ビデオディスクを買う前に読む本』誠文堂新光社、1986年。
- 小林紀興『ソニーの大逆襲に松下電器があせる理由 パイオニア・ビクターまじえてAV大混戦』光文社、1987年。
- 『スーパーハイバンド2 50万ビデオマニア衝撃の必読版』（1987年）、電波新聞社）
- 岩淵明男『新ビデオ時代の衝撃 AV業界で生き残れるのはどこか』日本ソフトバンク、1988年。
- 荒井敏由紀『パイオニア1vs13の賭け 「ドキュメント」孤立からの逆転』1990、日本能率協会。
- 神尾健三『画の出るレコードを開発せよ!』草思社、1995年。
- 佐藤正明『映像メディアの世紀 ビデオ・男たちの産業史』（1999年、日経BP）
- 佐藤正明『陽はまた昇る 映像メディアの世紀』文藝春秋〈文春文庫〉、2003年。
- 村瀬孝矢、林正儀『放送技術80年のドラマ』毎日コミュニケーションズ、2004年。